# 55 S 55無後座力炮
55 S 55（55毫米，RCL m/55）是一款芬兰在1950年代中期採用的肩扛式反坦克无后座力炮。兩個數字「55」分別是指發射管的直径（以毫米為單位），以及表示其投入服役的年份。 「S」則是代表芬蘭單詞“sinko”（無後座力武器）。

## 歷史與概述
在第二次世界大战的後期階段，芬蘭收到了大量從德國貨運而來的拳彈（F1和F2）和坦克殺手。在戰爭結束以後，芬兰曾經一時使用過這些武器，但很快就出現了需要換裝（在當時）更現代化的反坦克武裝的情況。
任職於Raikka Oy公司的Ilmari Liikkanen博士通常被認定為在幕後參與55 S 55的研發的人員。目前對於55 S 55當中的研發過程的了解不多，但據信它受到蘇聯RPG-2的很大影響，因為兩者的原理都很相似。然而，當中原埋卻與後來的RPG-7有所不同，因為55 S 55的榴彈並非火箭推進式彈藥。
88毫米的高爆反坦克榴彈能夠貫穿300毫米的軋壓均質裝甲 （误差＋／—40毫米）。對靜止目標的最逺建議射程為200公尺，而對移動目標則是150公尺。此外亦可發射破片榴彈。假如彈尖被帽，破片榴彈可在引爆以前貫穿障礙物，比如輕質門戶、灌木叢和窗戶。破片榴彈可射向700公尺以內的這些靜止目標。最後是用於日常訓練的訓練彈。在發射管以內亦可以安裝7.62×54毫米R的步枪口徑的訓練用途槍管。
其瞄準具為具有基線測距分劃的4倍光学瞄准镜，並且附帶分劃和基線標記的照明光源。
55 S 55是1950年代後期芬兰陆军的制式反坦克武器，直到1980年代開始讓位給M72 LAW（M72A2命名為66 KES 75而M72A5則是66 KES 88）和APILAS反坦克火箭筒（命名為112 RSKES APILAS）以後，它就被淘汰下來。直到退役以前，55 S 55由一支雙人小組，砲手和裝填手所操作。
該武器的主要缺點是炮口初速低，導致彈道為拱形狀的拋物線。這使得榴彈暴露在風力條件和覆蓋地形的分支的限制以下。此外，發射時所產生的煙霧和噪音可能會暴露操作者（們）的位置並且導致他（倆）成為敵方目標。該武器在發射時會有所延遲，需要小心地控制。

## 資料來源
1. 1 2  Panssarintorjuntaohjesääntö I osa 1960 Mikkeli, Länsi-Savon Kirjapaino

## 外部連結
- （英文）—Picture of a 55 S 55 from a Finnish website.（页面存档备份，存于）